# Draugiem.lv
Draugiem.lv – łotewski serwis społecznościowy, znajdujący się wśród najczęściej odwiedzanych witryn internetowych w kraju.
Został założony w 2004. W 2017 miał ok. 2,6 mln zarejestrowanych użytkowników.
Portal jest dostępny także na Węgrzech, a jego miejscowa odsłona nosi nazwę baratikor.